# Росен Белов
Росен Белов е български театрален актьор.

## Биография
Роден е на 13 март 1975 г. в София. Завършва първи випуск на експериментален клас „4хС“ през 1994 г. и актьорско майсторство за драматичен театър в НАТФИЗ „Кръстьо Сарафов“ през 1998 г. в класа на проф. Надежда Сейкова.
Кариерата му започва в Драматичен театър „Рачо Стоянов“ в Габрово и Драматично-кукления театър „Васил Друмев“ в Шумен, а от 2000 г. е в състава на Театър „София“. Играл е на почти всички столични сцени.
От 2016 година е в екипа на Детска театрална школа „Мариан Бачев и Arcadia Fusion ART“.

## Роли в театъра
Освен в театър „София“, където работи най-дълго и в най-много постановки, има участия и на сцената на Народен театър „Иван Вазов“, Младежки театър „Николай Бинев“, Сатиричен театър „Алеко Константинов“, Театър „Сълза и смях“ и Театър 199.
| Година      | Театър                                    | Пиеса                                                                         | Постановка                | Роля                        |
| ----------- | ----------------------------------------- | ----------------------------------------------------------------------------- | ------------------------- | --------------------------- |
| 2019        | Нов Български Университет & Баня старинна | „Историята ТИ (ти) в мен“                                                     | Възкресия Вихърова        | Психолог                    |
| 2019        | Театър „София“                            | „Съгласие“ от Нина Рейн / „Consent“ by Nina Raine                             | Недялко Делчев            | Едуард / Edward             |
| 2018        | Театър „София“                            | „Емигрантски рай“ от Димитър Динев                                            | Катя Петрова              | Цеко                        |
| 2017        | Театър „София“                            | „Франкенщайн“ от Ник Диър                                                     | Стайко Мурджев            | Виктор Франкенщайн          |
| 2016        | Театър „София“                            | „Малката морска сирена“ от Катрин Ан                                          | Василена Радева           | Г-жа морска магьосница      |
| 2016        | Театър „София“                            | „Госпожа Министершата“ от Бранислав Нушич                                     | Недялко Делчев            | Перо                        |
| 2015        | Театър „Открита сцена – Сълза и Смях“     | „Щура любов“ по пиесата на Мъри Шийзгал „ЛюбоФ“                               | Иван Танев                | Милт Манвил                 |
| 2015        | Театър „София“                            | „Нощта на шестнайсети януари“ от Айн Ранд                                     | Пламен Марков             | Джоузеф Хъчинс              |
| 2015        | Театър „София“                            | „Антигона“ от Жан Ануи                                                        | Иван Добчев               | Вестител                    |
| 2015        | Театър 199 „Валентин Стойчев“             | „Великият момент на Кьоних“ от Ян Нойман                                      | Василена Радева           | Том, д-р Рихтер отец Бюргер |
| 2014        | Театър „София“                            | „Питър Пан“ от Пиърс Чатър Робинсън                                           | Бисерка Колевска          | Джон                        |
| 2014        | Креди Арт                                 | „obi4.com“ от Екатерина Кънчева                                               | Димитър Кабаков           | Антъни                      |
| 2014        | Театър „София“                            | „Сватбата на дребния буржоа“ от Бертолт Брехт                                 | Петринел Гочев            | Мъжът                       |
| 2013        | Театър „София“                            | „Парижката Света Богородица“ от Виктор Юго                                    | Лилия Абаджиева           | Парижкия Прево              |
| 2012        | Театър на Нов български университет       | „Ковачи“ от Алек Попов                                                        | Възкресия Вихърова        | Ковач                       |
| 2011        | Театър „София“                            | „Коварство и любов“ от Фридрих Шилер                                          | Стайко Мурджев            | Вурм                        |
| 2011        | Театър „София“                            | „Aгнес“ от Михаил Вешим                                                       | Съни Сънински             | Сашо                        |
| 2010        | Театър „София“                            | „Тримата мускетари“ от Марк Рехелс, по Александър Дюма                        | Атанас О'Махони           | Дьо Тревил & граф Де Вард   |
| 2010        | Театър „София“                            | „Преди/След“ от Роланд Шимелпфениг                                            | Иван Добчев               | Бившият приятел             |
| 2010        | Театър „София“                            | „Суматоха“ от Йордан Радичков                                                 | Боян Иванов               | Лило                        |
| 2009        | Театър „София“                            | „Търговци на презервативи“ от Ханох Левин                                     | Борислав Чакринов         | М1                          |
| 2009        | Театър „София“                            | „4 стаи“ по идея на Куентин Тарантино                                         | Атанас О'Махони           | Лео                         |
| 2009        | Театър „София“                            | „Грозният“ от Мариус фон Майенбург                                            | Василена Радева           | Лете/Грозният               |
| 2009        | Театър „София“                            | „Глупаци“ от Нийл Саймън                                                      | Григор Антонов            | Граф Грегор Юзекевич        |
| 2008        | Театър „Сълза и смях“                     | „Амарантос“ от Димитър Кабаков                                                | Възкресия Вихърова        | Докторът                    |
| 2008        | Театър „София“                            | „Принцеса Турандот“ от Карло Гоци                                             | Рубен Симонов-внук        | Тарталя                     |
| 2008        | Театър „София“                            | „Ревизор“ от Николай Гогол                                                    | Бойко Богданов            | Пощенски началник Шпекин    |
| 2008        | Театър „София“                            | „Приключения опасни с герои сладкогласни“ от Недялко Йорданов                 | Недялко Йорданов          | Петлето Димитър             |
| 2008        | Театър „София“                            | „Уморените коне ги убиват, нали?“ от Хорас Маккой                             | Здравко Митков            | Астън                       |
| 2007        | Театър „София“                            | „Ужасните родители“ от Жан Кокто                                              | Възкресия Вихърова        | Мишел                       |
| 2007        | Театър „София“                            | „Албена“ от Йордан Йовков                                                     | Стефан Стайчев            | Иван Сенебирски             |
| 2007        | Театър „София“                            | „Ромео и Жулиета“ от Шекспир                                                  | Здравко Митков            | Бенволио                    |
| 2005        | Театър „София“                            | „Укротяване на опърничавата“ от Шекспир                                       | Георги Михалков           | Лученцио                    |
| 2004        | Театър „София“                            | „Арсеник и стари дантели“ от Джоузеф Кесълринг                                | Здравко Митков            | Клейн                       |
| 2004        | Театър „София“                            | „Коса“ – мюзикъл на Дж. Радо, Дж. Рагни, Г. Макдърмот                         | Борис Панкин              | Ууф Башъм                   |
| 2004        | Театър „София“                            | „Конят на Александър Велики“ от Стефан Цанев                                  | Бойко Богданов            | Иван-Асен II                |
| 2003        | Театър „София“                            | „Нощта преди горите“ от Бернар-Мари Колтес                                    | Владимир Петков           | Той                         |
| 2002        | Театър „София“                            | „Попове и вещици“ – по текстове на поп Минчо Кънчев, Софроний Врачански и др. | Пламен Марков             | Селянин, ученик             |
| 2002        | Театър „София“                            | „Балтиморски валс“ от Пола Вогъл                                              | Борис Панкин              | Карл                        |
| 2002        | НДК/ИК „Буларт“                           | „Оркестър „Титаник“ от Христо Бойчев                                          | Андрей Калудов            | Луко Луков                  |
| 2001        | Театър „София“                            | „Просяшка опера“ от Дж. Гей                                                   | Здравко Митков            |                             |
| 2000        | Театър „София“                            | „Любовни булеварди“ – мюзикъл на Стефан Цанев и Юри Ступел                    | Борис Панкин              | Руси                        |
| 2000        | Театър „София“                            | „Три сестри“ от Антон Павлович Чехов                                          | Стоян Камбарев            | Федотик/Роде                |
| 2000        | Театър „София“                            | „Развратникът“ от Ерик Еманюел Шмит                                           | Здравко Митков            | Баронет                     |
| 2000        | Народен театър за младежта                | „Пътуване към Коностров“ – танцов спектакъл по текстове на Борис Виан         | хореография Таня Соколова | Баронет                     |
| 2000        | Театър „София“                            | „Без вина виновни“ от Александър Островски                                    | Борислав Чакринов         | Иван                        |
| 1999        | Народен Театър „Иван Вазов“               | „Двубой“ от Иван Вазов                                                        | Николай Ламбрев           | Сами Сладура                |
| 1999        | ДСТ „Алеко Константинов“                  | „Токов удар“ – танцово-музикален спектакъл на Влади Ампов – Графа             | Рашко Младенов            |                             |
| 1999        | Клуб „Грамофон“                           | „Headstate“/“Шемет“ от Ървин Уелш                                             | Борис Панкин              | Мартин Сайкс                |
| 1998        | ДТ „Васил Друмев“ – Шумен                 | „Президентска опера“ от Христо Бойчев                                         | Борис Панкин              | Тигър Браун                 |
| 1998        | ДТ „Рачо Стоянов“ – Габрово               | „Докосни ме!“ от Ана Петрова                                                  | Борис Панкин              | Ейдриан Моул                |
| 1998        | Народен Театър „Иван Вазов“               | „Църква за вълци!“ от Петър Анастасов                                         | Николай Ламбрев           | Нико                        |
| 1997 – 1998 | НАТФИЗ „Кръстьо Сарафов“                  | „Гняв“ от Стивън Кинг                                                         | Надежда Сейкова           | Чарли Декър                 |
| 1997        | Народен театър за младежта                | „Грешки, от любов родени“ от Лопе де Вега                                     | Надежда Сейкова           | Карлос                      |
| 1997        | Народен театър за младежта                | „Хладнокръвно в Уест Сайд“ – мюзикъл на Борис Панкин и Мирона                 | Борис Панкин              | Гледчера                    |

## Филмография
- Търси се екстрасенс (2001) – „Арни“

## Дублаж
- „Съдружникът“ (1996) – дублаж на Саунд Сити Студио, 2021 г.
- „Катастрофалният артист“ (2017) – дублаж на Саунд Сити Студио, 2021 г.